# Þríhyrningur (berg i Island, Norðurland eystra, lat 64,98, long -17,27)
Þríhyrningur är ett berg i republiken Island. Det ligger i regionen Norðurland eystra, i den centrala delen av landet, 240 km öster om huvudstaden Reykjavík. Toppen på Þríhyrningur är 1 044 meter över havet, eller 146 meter över den omgivande terrängen. Bredden vid basen är 3,8 km.
Trakten runt Þríhyrningur är nära nog obefolkad, med mindre än två invånare per kvadratkilometer. Det finns inga samhällen i närheten. Trakten runt Þríhyrningur består i huvudsak av gräsmarker.